# Томанова вила
Кућа у улици Маршала Тита, Врбас, на броју 42, позната под називом Томанова вила, подигнута је почетком 20. века и убраја се у споменике културе од великог значаја.
Подигнута је са стилским обележјима сецесије, по пројекту архитекте из Будимпеште, тако што је увучена је са уличне регулационе линије, са квадратном основом. Зидана је опеком, са дрвеном кровном конструкцијом и оградом од кованог гвожђа са мотивима истих стилских карактеристика. Главна фасада је репрезентативна, са декоративним елементима сецесијског порекла, решена је симетрично, са бочним ризалитима полукружног облика и плитким средишњим делом, са улазом и тремом са два стуба и два полустуба који носе лукове. Забат је обликован извијеним сецесијским линијама, а декорисан је са четири вертикалне траке од глеђосане керамике, рађене у чувеној фабрици Жолнаи, са мотивом лала. Прозорски отвори завршавају се елипсастим луцима и уоквирени су малтерском пластиком у виду пиластера са капителима декорисаним биљном орнаментиком. Глеђосане керамичке плочице плаве боје јављају се и код обраде лукова над прозорским отворима. Бочна фасада је скромније декоративне обраде, са три ризалита од којих средњи има три лучно завршена прозора.
Кућу је саградила јеврејска велепоседничка породица Томан, као репрезентативну кућу за становање. Породица Томан је имала велике поседе на северу Врбаса и бавила се пољопривредом и трговином житарица. Након Томанове смрти, у вили су до Другог светског рата живеле његова удовица и две кћерке. После Другог светског рата, у вили је кратко време био смештен катастар општине Врбас. 
Године 1974.  је овде била смештена Завичајна збирка, у пет просторија. Бригу о збирци је водио Иштван Ђенге.
Збирку је сачињавало 1000 предмета. То су били етнолошко-привредни, историјски, културно-историјски и технички предмети.Збирка је била затвореног типа а материјал је био приступачан само на тематским изложбама.
Данас је то зграда ДДОР-а.